# Cold Mailman
Cold Mailman é uma banda norueguesa de indie rock e indie pop. Seus integrantes são originalmente de Bodo, mas vivem em Oslo. Cold Mailman foi fundada por Ivar Bowitz (guitarra e vocais), e seus outros integrantes incluem Martin Bowitz no baixo, Stian Hansen na bateria, Torbjørn Hafnor na guitarra e Cathariana Sletner no orgão, sintetizador e vocais. Ocasionalmente também colaboram Martin Smadal Larsen (guitarra), Ingeborg Selnes e Silje Halstensen (ambos no piano, sintetizador ou vocais).
Após alguns lançamentos independentes, o primeiro álbum da banda saiu em 5 de maio de 2008, pela gravadora norueguesa Spoon Train Audio. O segundo CD, "Relax, the Mountain Will Come to You", foi lançado em 4 de outubro de 2010. Em abril de 2011, foi divulgado o single "Pull Yourself Together and fall in love with me". O último single lançado foi "Time is of the Essence", que também ganhou um vídeo.

## Discografia
Album
| Título                               | Ano  | Gravadora                  |
| ------------------------------------ | ---- | -------------------------- |
| How To Escape Cause And Effect       | 2008 | Spoon Train Audio          |
| Relax; the Mountain Will Come to You | 2010 | Kråkesølv Recordings/Diger |

Single
| Título                                          | Ano  | Gravadora                  |
| ----------------------------------------------- | ---- | -------------------------- |
| Pull Yourself Together and Fall In Love With Me | 2010 | Kråkesølv Recordings/Diger |
| Time Is of the Essence                          | 2010 | Kråkesølv Recordings/Diger |